# Berliner Weisse

Berliner Weisse

Berliner Weisse je druh svrchně kvašeného piva s podílem pšeničného sladu, populární především v Německu. Vyznačuje se velmi světlou barvou, nižším obsahem alkoholu a značnou kyselostí; pro tuto vlastnost je často konzumováno s přídavkem sladké ovocné šťávy.

## Popis a historie
Svrchně, případně i spontánně kvašená světlá piva s podílem pšenice se v severním Německu vařila už od 16. století. Současnou podobu tomuto druhu piva dal objev mléčných bakterií později pojmenovaných po jejich objeviteli Lactobacillus delbruckii. Právě přidávání těchto mléčných bakterií do piva dodává nápoji jeho charakteristickou kyselost; někdy je využíván též kyselý slad fermentovaný mléčným kvašením pomocí těchto bakterií.

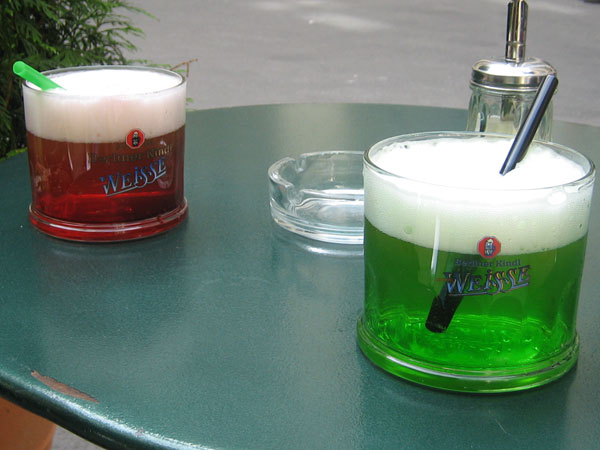
Kyselá piva podávaná s přídavky sirupů

Piva typu Berliner Weisse se vyrábí ze sladů s 50–60% podílem pšenice. Jedná se obvykle o dosti slabá, mírně zakalená piva (stupňovitost odpovídá 7–8°) s nízkým obsahem alkoholu, velmi světlou barvou (4–8 EBC) a nízkou chmelovou hořkostí (3–8 IBU). Pěna je zprvu bohatá, ale rychle mizící, říz je nižší, chuť nápadně ostře trpká, kyselá, velmi osvěžující.
Tradičními pivovary, které se specializují na tuto značku, jsou Berliner Kindl a Schultheiss. V Česku se piva tohoto typu dostávají do módy poměrně pomalu, především v nabídce různých řemeslných a restauračních minipivovarů. Prodávají se pod různými názvy (sour ale, kyseláč), často ochucená přídavky ovocné šťávy (višně, jahoda, malina, meruňka, ale též mango, ananas, marakuja, rakytník, meloun Cantaloupe nebo kiwi) nebo bylinkových extraktů; berlínskou specialitou je toto pivo ochucené výtažky z mařinky vonné.